# 森浦之路 (電影)
《森浦之路》（又名去森浦的路）（韓語：삼포가는 길，美國紐約韓國電影節譯名為A Way to Sampo）為1975年韓國劇情電影，於1975年5月23日上映，片長100分鐘，由李晚熙執導，聯邦電影公司出品、製作及發行，本片根據黃皙暎的同名小說改編，金振奎、白一燮、文淑主演，本片是導演李晚熙的代表作，李晚熙拍攝本片時身體狀態已抱恙，其後在本片後期製作期間因病不支卧倒在工作室裏，於本片後期製作完成不久後因肝硬化逝世，本片因此成為導演李晚熙的遺作。
本片為第25屆柏林影展參賽作品。

## 劇情
故事講述三個不同背景的人，流浪者永達依靠在工事現場打零工勉強地維持著貧苦的生活，在那裡，他遇見剛剛在監獄刑滿釋放，一心想回故鄉養老的中年男人鄭先生，後者正在時隔十多年後尋找一個名叫「森浦」的故鄉路途中。兩人偶然機遇下認識了從街道食堂逃跑出來的女人白花，於是三人一起結伴上路，三人約定到車站時分手，當中，三人都各自分享了自己坎坷的過去。轉眼，車站到了，鄭先生一個人搭上了去往森浦的車。而永達和白花也悄悄地來到了森浦，不過眼前的森浦卻令他們吃驚，因為眼前很多事物也改變了，城市正在急速發展，道路亦隨之改變，就像人生一樣⋯
影片反映了人生就像一個旅程一樣，每個人也總有不同的路要走。

## 演員陣容
- 金振奎（朝鲜语：김진규 (배우)） 飾 鄭先生
- 白一燮 飾 盧永達
- 文　淑 飾 白　花
- 金基範
- 金容學
- 石仁洙
- 石明順
- 張仁漢
- 崔在浩

## 獎項
- 第14屆大鐘獎（1975年）[1]

- 「優秀電影獎」
- 「最佳導演獎」：李晚熙 （死後獲獎）
- 「最佳男配角獎」：金振奎
- 「最佳新人獎」：文　淑
- 「最佳攝影獎」：金德珍
- 「最佳剪接獎」：張鉉壽
- 「最佳音樂獎」：崔彰權

- 第3屆堤川國際音樂電影節（朝鲜语：제천국제음악영화제）（2007年）

- 「堤川電影音樂獎」：崔彰權

## 外部連結
- 互联网电影数据库（IMDb）上《森浦之路》的资料（英文）
- 韩国电影数据库（KMDb）上《森浦之路》的資料